# José Recio
Pour les articles homonymes, voir Recio et Ariza (homonymie).
Recio  Ariza est un nom espagnol. Le premier nom de famille, en général paternel, est Recio ; le second, en général maternel, souvent omis, est Ariza.
José Recio Ariza, né le 24 janvier 1957 à Fernán-Núñez (province de Cordoue), est un coureur cycliste professionnel espagnol. Recio effectue la majeure partie de sa carrière au sein de l'équipe Kelme, où il côtoie notamment Vicente Belda. Chez les professionnels, il remporte plus de quarante victoires. Son plus grand succès est probablement la dix-huitième étape du Tour d'Espagne 1985 où Pedro Delgado renverse  Robert Millar.

## Biographie
José Recio naît le 24 janvier 1957 à Fernán-Núñez, dans la province de Cordoue, mais vit à Barcelone depuis ses sept ans. Lorsqu'il était coureur professionnel, il pesait 70 kg pour 1,71 m.
Dans la catégorie junior, il est champion de Catalogne, vice-champion d'Espagne de la montagne, champion d'Espagne de poursuite et de cyclo-cross. En 1979, il passe professionnel chez Colchón CR (es) qui le conserve l'année suivante. Cependant il retourne chez les amateurs en 1981, avec l'équipe Kelme. Les responsables de la formation lui donne une deuxième chance en l'incorporant à l'équipe professionnel en 1982. Cette année-là, très présent à l'avant de la course (soit pour s'échapper soit pour travailler pour son équipe), Recio gagne sa première victoire professionnelle en remportant une étape du Tour d'Espagne, avec plus de onze minutes d'avance. Il permet à sa formation de gagner le classement par équipes. De plus, Recio s'adjuge le classement de la combativité.
En 1983, il remporte le prologue du Challenge Costa de Azahar, des étapes au Tour d'Aragon, au Tour des Asturies et au Tour de la Rioja, la classique d'Ordizia et le classement général du Tour de Catalogne (assorti d'une étape). L'année suivante, José Recio remporte une deuxième étape au Tour d'Espagne. Il remporte également le prologue de la Semaine catalane et reste trois jours leader de l'épreuve. Cette saison-ci, il gagne encore une étape et le classement général du Tour d'Aragon.
En 1985, il remporte plusieurs courses à étapes, le Tour de Murcie, le Tour de Burgos (adorné du prologue et d'une étape), la Semaine catalane (assortie d'une étape). Cette victoire lui est rendu après avoir été déclassé pour un contrôle antidopage positif (à la phénylpropanolamine), jugé non-conforme à la réglementation. Alors considéré comme le meilleur coureur espagnol de la saison, il déclare que ce contrôle a eu un impact négatif sur son début de Vuelta, où il gagne cependant deux étapes. Dont celle, fameuse, au cours de laquelle, il mène une longue échappée en compagnie de son compatriote Pedro Delgado. À Ségovie, José Recio s'impose, tandis que Delgado renverse le leader du classement général, Robert Millar, et s'empare du maillot jaune. "Perico" Delgado assurant que cet exploit ne fut possible que grâce à l'apport inconditionnel de Recio. Cette année-là, il conserve également son titre en Aragon (avec une victoire d'étape en sus). D'autres victoires partielles figurent à son palmarès cette saison-là, le prologue et deux étapes du Tour de Catalogne et une étape du Tour du Pays basque, où il est déclaré positif à un contrôle anti-doping.
En 1986, José Recio remporte une autre étape du Tour d'Espagne, l'étape de Ségovie du trophée Castille-et-León et une étape du Tour des Asturies. En 1987, il ne remporte aucune victoire et en 1988, il s'impose dans deux étapes du Tour d'Aragon et au classement général. Mais il est suspendu un mois après deux contrôles positifs à la testostérone lors de ce même Tour d'Aragon et au Tour de Cantabrie. En 1991, il subit un nouveau contrôle positif, cette fois-ci à la cocaïne.

## Palmarès

### Palmarès amateur
| - 1976 - Champion d'Espagne de cyclo-cross juniors - 3e étape de la Volta da Ascension - 1977 - Champion d'Espagne de poursuite | - 1978 - 3e du Tour de Lleida - 1981 - Ronda al Maestrazgo - Tour de Tarragone |  |

### Palmarès professionnel
| - 1982 - 13e étape du Tour d'Espagne - 3e du GP Llodio - 1983 - Prologue du Challenge Costa de Azahar - 3eb étape du Tour d'Aragon (contre-la-montre) - 3e étape du Tour des Asturies - Prueba Villafranca de Ordizia - Tour de Catalogne : - Classement général - 6e étape - 4e étape du Tour de La Rioja - 2e du GP Pascuas - 2e du Tour d'Aragon - 2e du Mémorial Manuel Galera - 3e du Challenge Costa de Azahar - 1984 - Prologue de la Semaine catalane - 17e étape du Tour d'Espagne - Tour d'Aragon - Prologue du Tour de Galice - 2e du Tour de Galice - 9e du Tour d'Espagne - 1985 - Tour de Murcie - Semaine catalane : - Classement général - 4eb étape (contre-la-montre) - 2e étape du Tour du Pays basque - 14e et 18e étapes du Tour d'Espagne - Tour d'Aragon : - Classement général - 4ea étape - Tour de Burgos : - Classement général - Prologue et 2eb étape - Prologue, 2e et 7ea (contre-la-montre) étapes du Tour de Catalogne - 2e de la Klasika Primavera | - 1986 - 1re étape du Trophée Castille-et-León - 14e étape du Tour d'Espagne - 5ea étape du Tour des Asturies - 2e de Barcelone-Andorre - 9e du Tour de Catalogne - 1987 - 5e de la Classique de Saint-Sébastien - 8e du Tour de Catalogne - 1988 - Prologue et 4eb étape du Tour d'Aragon - 2e du Tour de Cantabrie - 1989 - 2e étape de la Semaine catalane - 1990 - Tour de l'Alentejo : - Classement général - 2e, 3eb et 4e étapes |  |

## Résultats sur les grands tours

### Tour de France
1 participation
- 1988 : abandon (12e étape)

### Tour d'Espagne
9 participations
- 1980 : abandon (3e étape)
- 1982 : 37e, vainqueur de la 13e étape
- 1983 : 29e
- 1984 : 9e, vainqueur de la 17e étape
- 1985 : abandon (19e étape), vainqueur des 14e et 18e étapes
- 1986 : 28e, vainqueur de la 14e étape
- 1987 : hors délais (12e étape)
- 1988 : 85e
- 1989 : 40e

### Tour d'Italie
2 participations
- 1982 : abandon
- 1991 : abandon (12e étape)